# Lysiclès
Lysiclès (en grec ancien Λυσικλῆς) est un homme politique athénien du Ve siècle av. J.-C., mort en -428. 

## Notice historique
Riche marchand de bestiaux, il dirigea le parti démocratique de la cité ; on lui suppose une amitié avec Périclès. Selon Eschine de Sphettos, Lysiclès vécut avec Aspasie de Milet après la mort de Périclès et eut d'elle un fils ; Eschine affirme également qu'Aspasie est à l'origine de l'ascension politique de Lysiclès. Durant la guerre du Péloponnèse, il fut de ceux qui considéraient que la guerre contre Sparte, vecteur de l'impérialisme athénien, était inévitable, voire bienvenue. Dans sa pièce Les Cavaliers, Aristophane le décrit avec mépris en « marchand de moutons ».
En -428, les Athéniens envoyèrent une flotte de douze trières commandées par Lysiclès et quatre autres stratèges, afin de collecter de force le tribut de leurs alliés de la Ligue de Délos. Lysiclès soumit diverses cités, puis parcourut la plaine du Méandre, en Carie ; attaqué par les Cariens, il fut tué avec bon nombre de ses soldats.